# Siège d'Oran (1348)
Le Siège d'Oran en octobre 1348 est une bataille entre les Mérinides menée par Obbou ben Saïd et les Zianides menée par Abou Thabet.

## Siège
Après avoir perdu la Bataille de Kairouan contre les Banu Sulaym, les Mérinides furent affaibli au Maghreb central et à Ifriqiya. En octobre 1348, Abou Thabet, Prince des Zianides prit ce moment de faiblesse, et assiégea Oran. 
Le siège dura quelques jours, mettant Oran dans un blocus total, avant qu'Obbou ben Saïd ben Adjana, réussit à soudoyer les Béni Rached, et il déserta le combat, Obbou fut tué dans la bataille, mais Abou Thabet était obligé de lever le siège, Obbou fut remplacé par son frère Ali ben Saïd,,.